# Tamshing Lhakhang

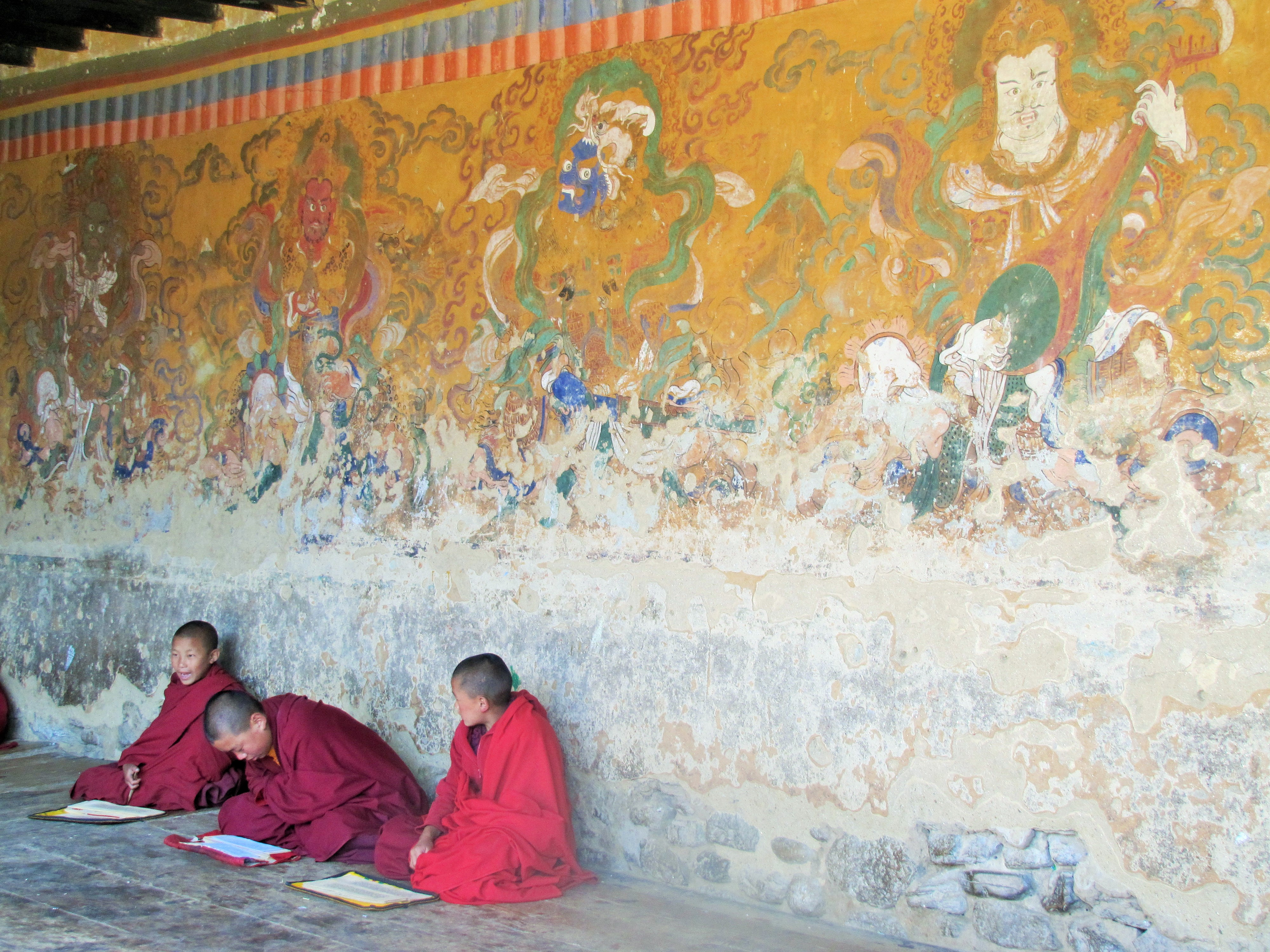
Klosterschüler in Tamshing

Das Kloster Tamshing wurde im Jahr 2012 von Bhutan auf die Tentativliste des UNESCO-Weltkulturerbes gesetzt. Es ist ein Kloster des tantrischen Buddhismus und eine Gründung des Pema Lingpa (1450–1521), der als Tertön des Padmasambhava gilt: es wird angenommen, dass Pema Lingpa einige der religiösen Texte („Schätze“) fand, die Padmasambhava Jahrhunderte früher verborgen hatte. Pema Lingpa wurde so zum Begründer einer von zwei in Bhutan vorherrschenden buddhistischen Schulen. Im Jahr 1501 gründete er das Kloster Tamshing. Es ist in historischer, kultureller und spiritueller Hinsicht für die Bevölkerung von Bhutan wichtig. Neben Tamshing gibt es nur noch zwei weitere Stätten, an denen die Pema-Lingpa-Tradition bis heute weitergegeben wird: Gangtey Gonpa und Drametse Gonpa.

## Architektur und Wandmalereien
Tamshing ist ein kleiner einstöckiger Tempel, umgeben von Klosterbauten und dörflicher Bebauung. Man sieht von hier aus das Kurje-Kloster auf der anderen Seite des Flusses, der auf einer nahegelegenen Fußgängerbrücke überquert werden kann. Kloster Tamshing ist dringend restaurierungsbedürftig. Da das Dach schadhaft ist, lösen sich die Wandmalereien vom Putz.
Das Kloster wurde 1501 begonnen und war 1505 fertiggestellt. Ende des 19. Jahrhunderts wurde es renoviert. In den 1990er Jahren wurden sanitäre Einrichtungen neu gebaut und einzelne Räume renoviert. Die Architektur ist zeittypisch: ein Steinbau mit einem umlaufenden Pfad zum Umschreiten der Heiligtümer.
Das Heiligtum im Erdgeschoss ist Guru Rinpoche und seinen acht Manifestationen geweiht. Die 36 Wandmalereien stammen aus der Gründungszeit des Klosters und sind wahrscheinlich die ältesten erhaltenen Malereien in Bhutan. Entsprechend wichtig sind sie für die Kunst- und Religionsgeschichte. Glücklicherweise wurden sie nicht, wie andere vergleichbare Wandmalereien, im Auftrag frommer Stifter in späterer Zeit übermalt. Jedes Wandgemälde besteht aus einer Zentralfigur, die von kleineren Figuren, ihrem Hofstaat, umgeben ist; letztere sind zu beiden Seiten in kleinen waagerechten Feldern dargestellt. Alle Darstellungen entsprechen den ikonographischen Traditionen der Pema-Lingpa-Schule.
Die Wandmalereien im Umgang können nicht genau datiert werden. Auf der Innenwand ist die Abstammungslinie von Pema Lingpa dargestellt und auf der Außenwand erkennt man die sechzehn Arhats, getrennt durch den Buddha der Medizin.
Die Decke des Obergeschosses ist sehr niedrig, angeblich weil Pema Lingpa von kleiner Gestalt war und der Tempel entsprechend seinen Körpermaßen gebaut wurde. Die Wandmalereien des Obergeschosses stellen die Tausend Buddhas und die Einundzwanzig Taras (weibliche Emanationen des Avalokiteshvara) dar.
Die Wandmalereien im Umgang des Obergeschosses zeigen auf der Außenwand die drei Verkörperungen des Buddha (Amitabha, Avalokiteshvara und Padmasambhava), mit eleganter Linienführung gelb auf rotem Hintergrund dargestellt. Die Innenwand schmückt ein populärer religiöser Zyklus namens Sampa Lhundrup. Es folgen die Vierundachtzig Mahasiddhas in einer grünen Hügellandschaft. Auf der Westgalerie über dem Eingang befindet sich Gonkhang, das Heiligtum der Furchteinflößenden Gottheiten.
Das Hauptheiligtum im Obergeschoss besitzt einen Schrein mit der Statue des Buddha Amitayus. Auf der rechten Seite der Statue zeigt ein in dunkelblauer Farbe gehaltenes Wandgemälde den Ur-Buddha Samantabhadra, umgeben von vier Bodhisattvas und bedeutenden Nyingmapa-Lamas. Das Wandgemälde auf der linken Seite sind eine in Weiß gehaltene Darstellung des Buddha Vajrasattva, der einen Diamantenblitz und eine Glocke hält und von vier weiteren Bodhisattvas umgeben ist.
Im Vorraum des Heiligtums im Erdgeschoss wird ein Panzerhemd gezeigt, das Pema Lingpa selbst geschaffen haben soll – er war der Überlieferung nach auch in der Schmiedekunst bewandert. Wenn jemand mit dieser schweren Rüstung bekleidet dreimal das Heiligtum umrundet, wird der Tradition zufolge ein Teil seiner Sünden getilgt.

## Klosterleben
Ein kleiner Konvent der Pema-Lingpa-Tradition kam 1959 aus dem Mutterkloster Lhalung in Lhodrak (Tibet) und siedelte sich hier an. Heute leben im Kloster Tamshing etwa hundert Mönche, die sich dem Unterricht der Novizen und der Bevölkerung widmen.
Im achten Monat des Kalenders von Bhutan findet in Tamshing das Fest Phala choedpa statt. Hierbei werden drei Tage lang rituelle Tänze aufgeführt, die eine Besonderheit der Pema-Lingpa-Tradition sind.
Täglich wird der Tempel von Dorfbewohnern zum Gottesdienst aufgesucht, und persönliche Rituale finden hier statt.

## Welterbe-Kriterien

### Kriterium III
Das Kloster Tamshing ist direkt verbunden mit dem Wirken von Pema Lingpa, der es als seinen Wohnsitz wählte und 1521 auch hier verstarb. Die von ihm begründete Tradition wird hier bis heute gepflegt, besonders hervorzuheben sind die rituellen Tänze.

### Kriterium IV
Das Kloster Tamshing wurde an einem Platz errichtet, an dem der Tradition nach Padmasambhava selbst meditiert hat und der dadurch geheiligt wurde. Hier werden Gottesdienste für das Wohlergehen der Bevölkerung Bhutans und der ganzen Menschheit gefeiert.